# В постели за мир
«В постели за мир» (англ. Bed-In For Peace; постельный протест; также бед-ин или экамада) — форма выражения несогласия, при которой протестующие, обычно молодожёны, приглашают прессу для запечатления первых моментов брачной жизни. Вместо ожидаемой брачной ночи журналисты видят, как молодожёны принимают позу ангела и призывают присутствующих и наблюдающих за происходящим зрителей к миру.

## История

### Постельный протест в Амстердаме (25—31 марта 1969)
Как одна из форм публичного протеста идея бед-ина появилась 20 марта 1969 года, когда его задумали молодожёны Джон Леннон и Йоко Оно, стремясь таким образом выразить протест против войны во Вьетнаме. Постельный протест длился 7 дней с 25 по 31 марта в Амстердаме.

### Постельный протест в Монреале (26 мая — 1 июня 1969)
В том же году с 26 мая по 1 июня пара повторила акцию в монреальском отеле «Королева Елизавета».